# Genlisea
Genlisea és un gènere de plantes amb flor de la família Lentibulariaceae.

## Particularitats
Són plantes carnívores terrestres o semi-aquàtiques. Tenen fulles amb paranys tubulars i originades de manera separada a partir del rizoma.
Les plantes del gènere Genlisea s'han especialitzat a alimentar-se de protozous i en atrapar llurs preses de forma química. Es troben a l'Àfrica tropical, Madagascar i el Brasil.

## Taxonomia
Subgènere Genlisea
- Genlisea africana
- Genlisea angolensis
- Genlisea aurea
- Genlisea barthlottii
- Genlisea filiformis
- Genlisea glabra
- Genlisea glandulosissima
- Genlisea guianensis
- Genlisea hispidula
- Genlisea margaretae
- Genlisea pallida
- Genlisea pygmaea
- Genlisea repens
- Genlisea roaraimensis
- Genlisea sanariapoana
- Genlisea stapfii
- Genlisea subglabra
- Genlisea taylorii

Subgènere Tayloria
- Genlisea lobata
- Genlisea uncinata
- Genlisea violacea

## Galeria

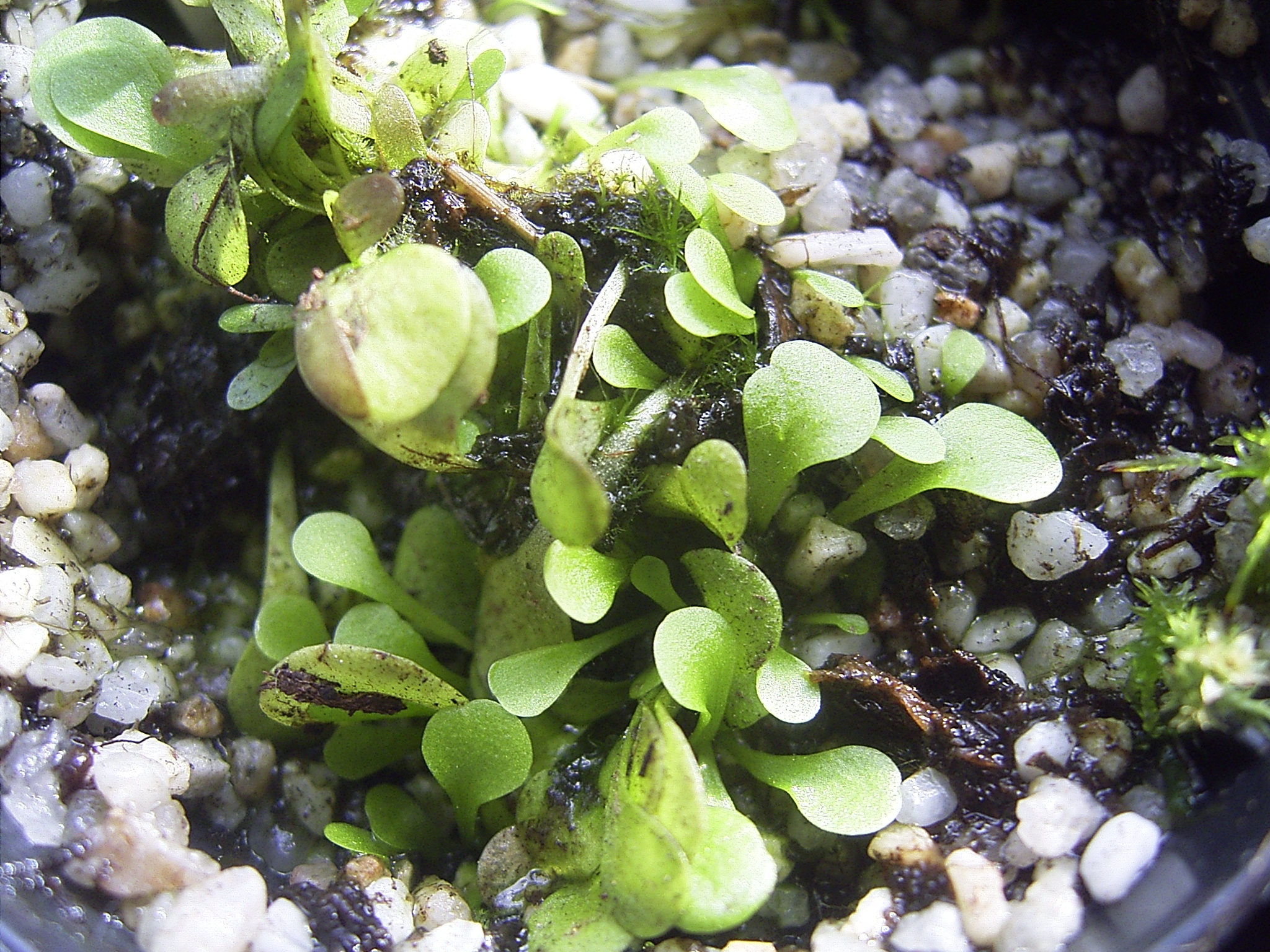
Genlisea violacea
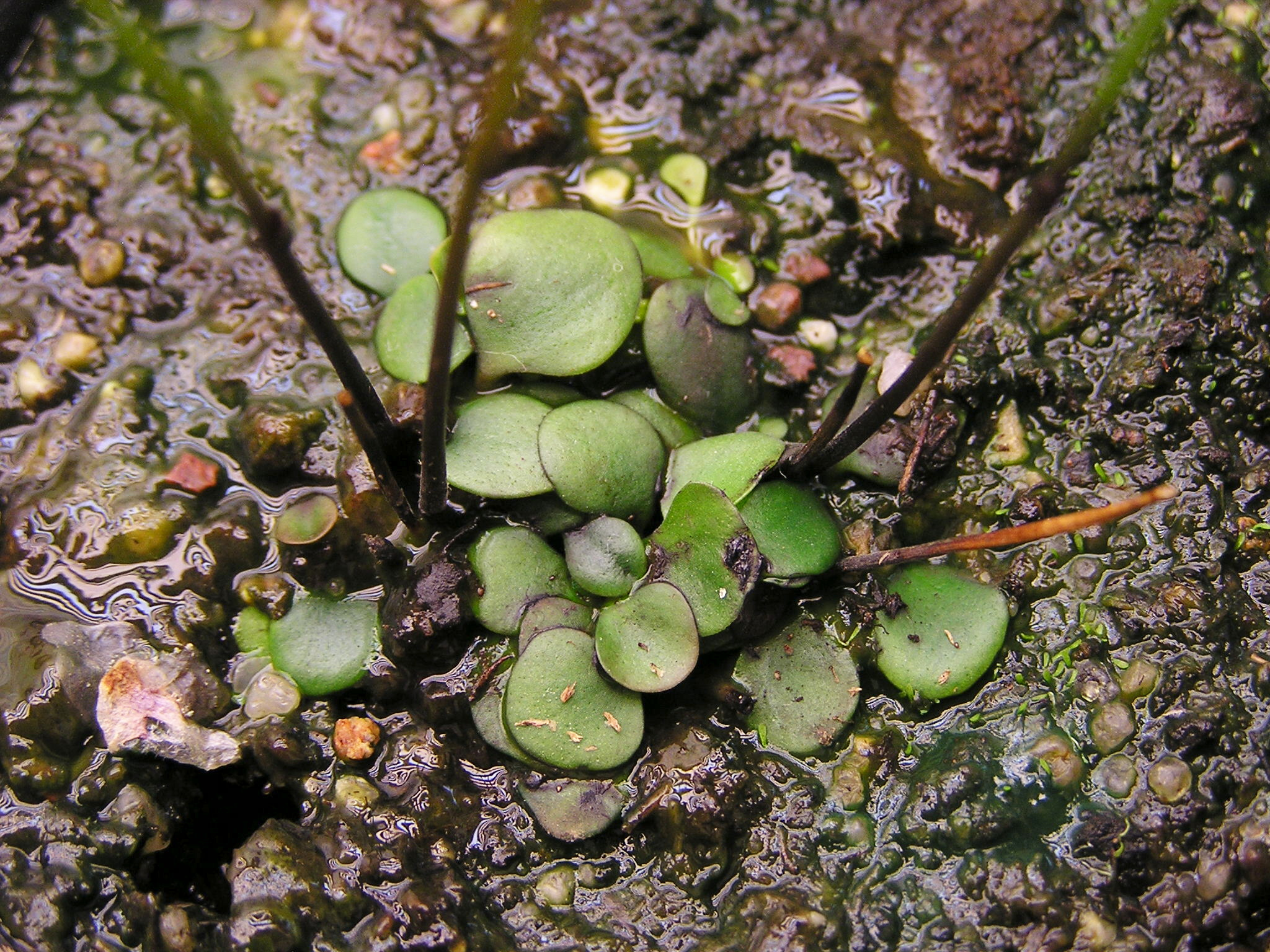
Genlisea subglabra
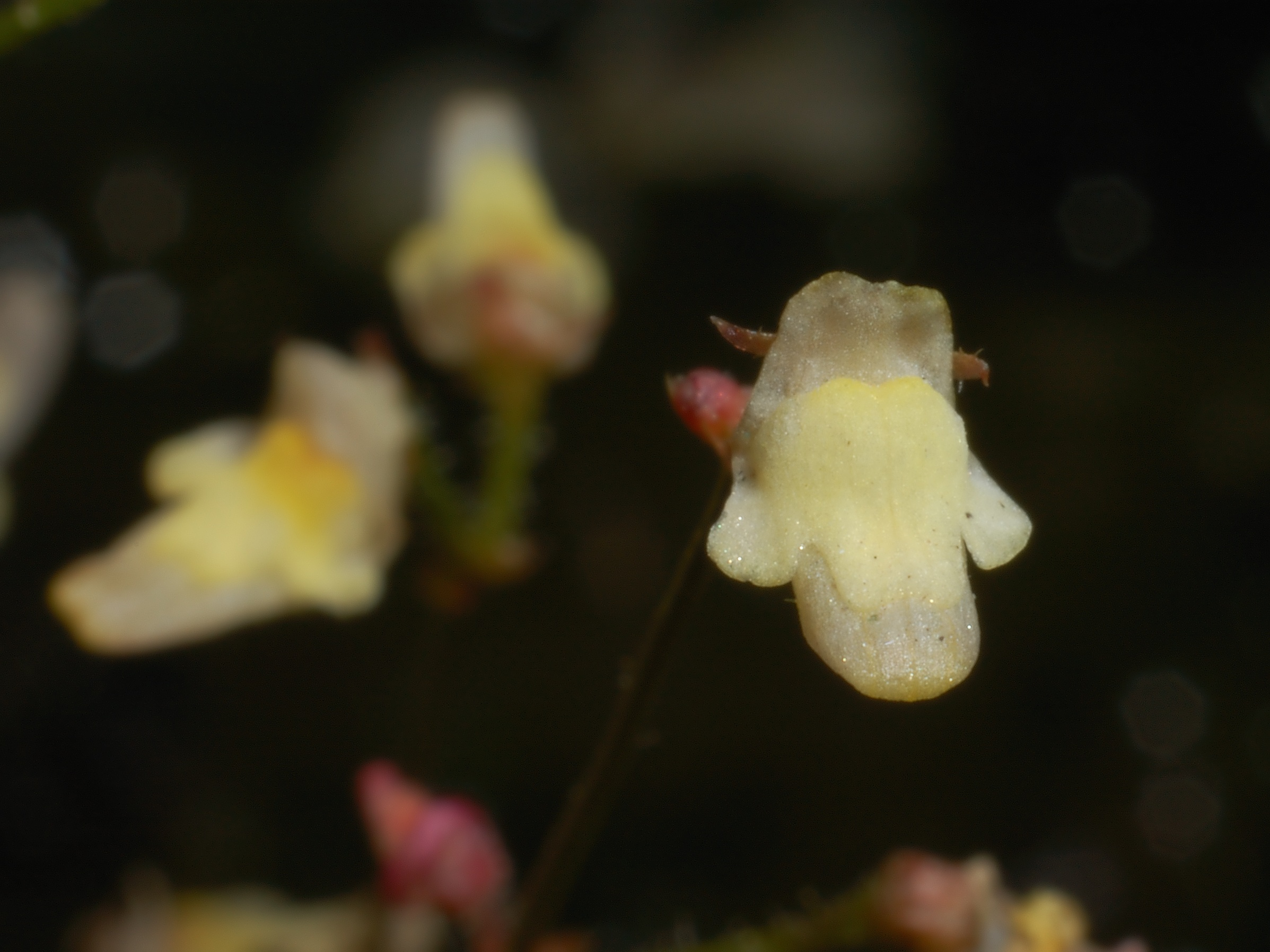
Genlisea filiformis (flor)
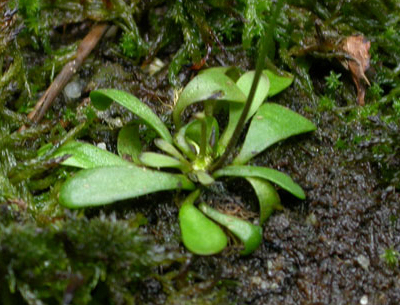
Genlisea hispidula
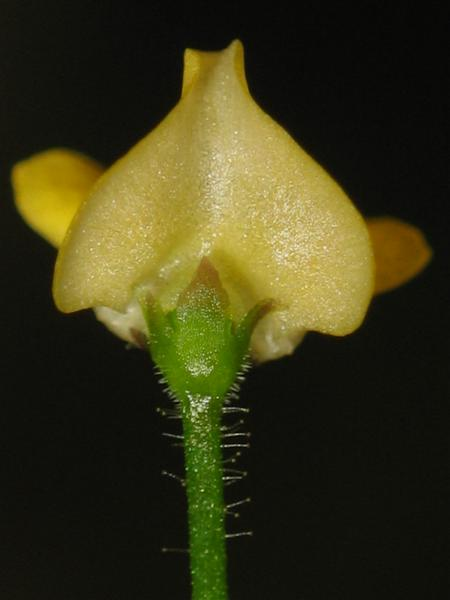
Genlisea pygmaea (flor)
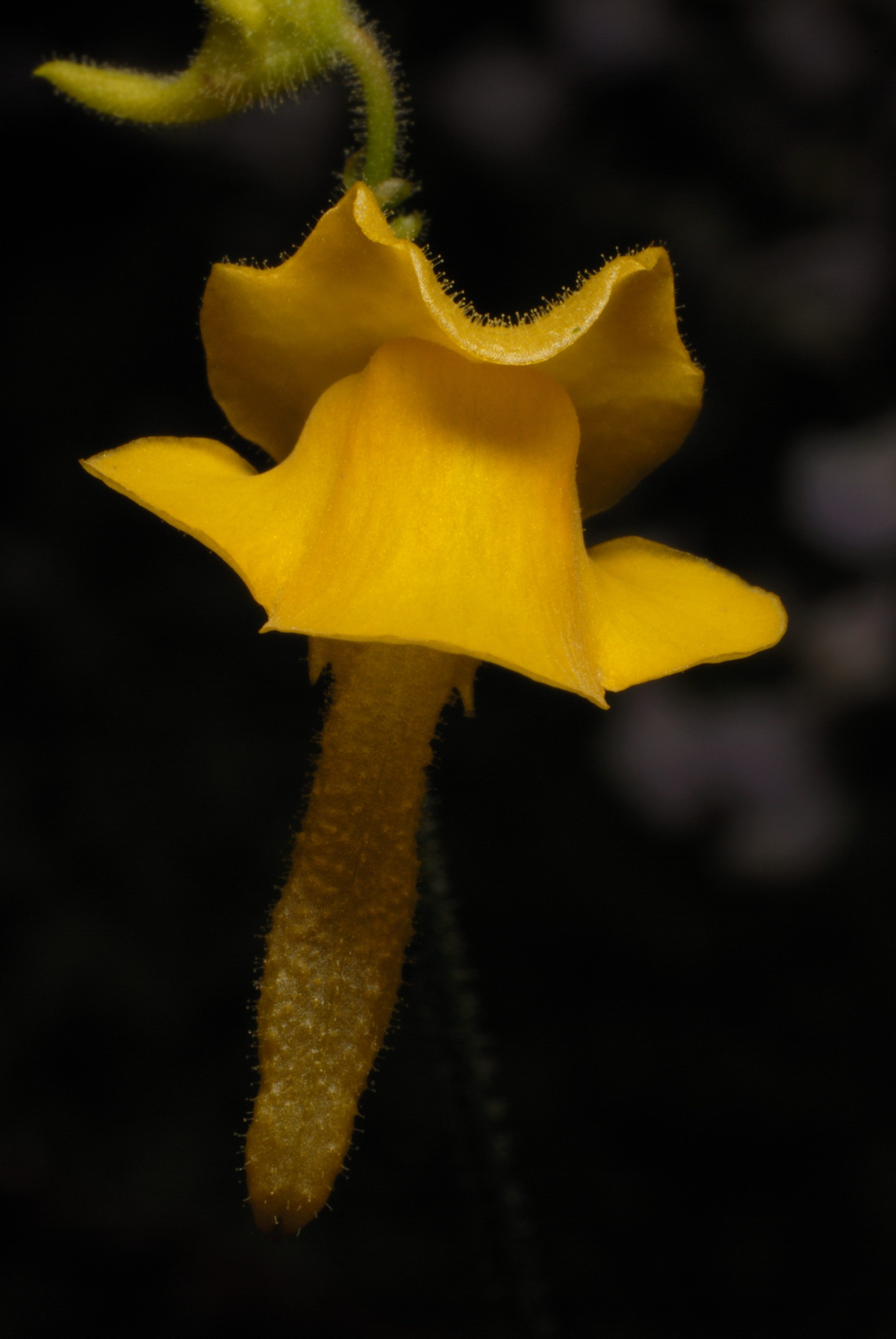
Genlisea aurea (flor)
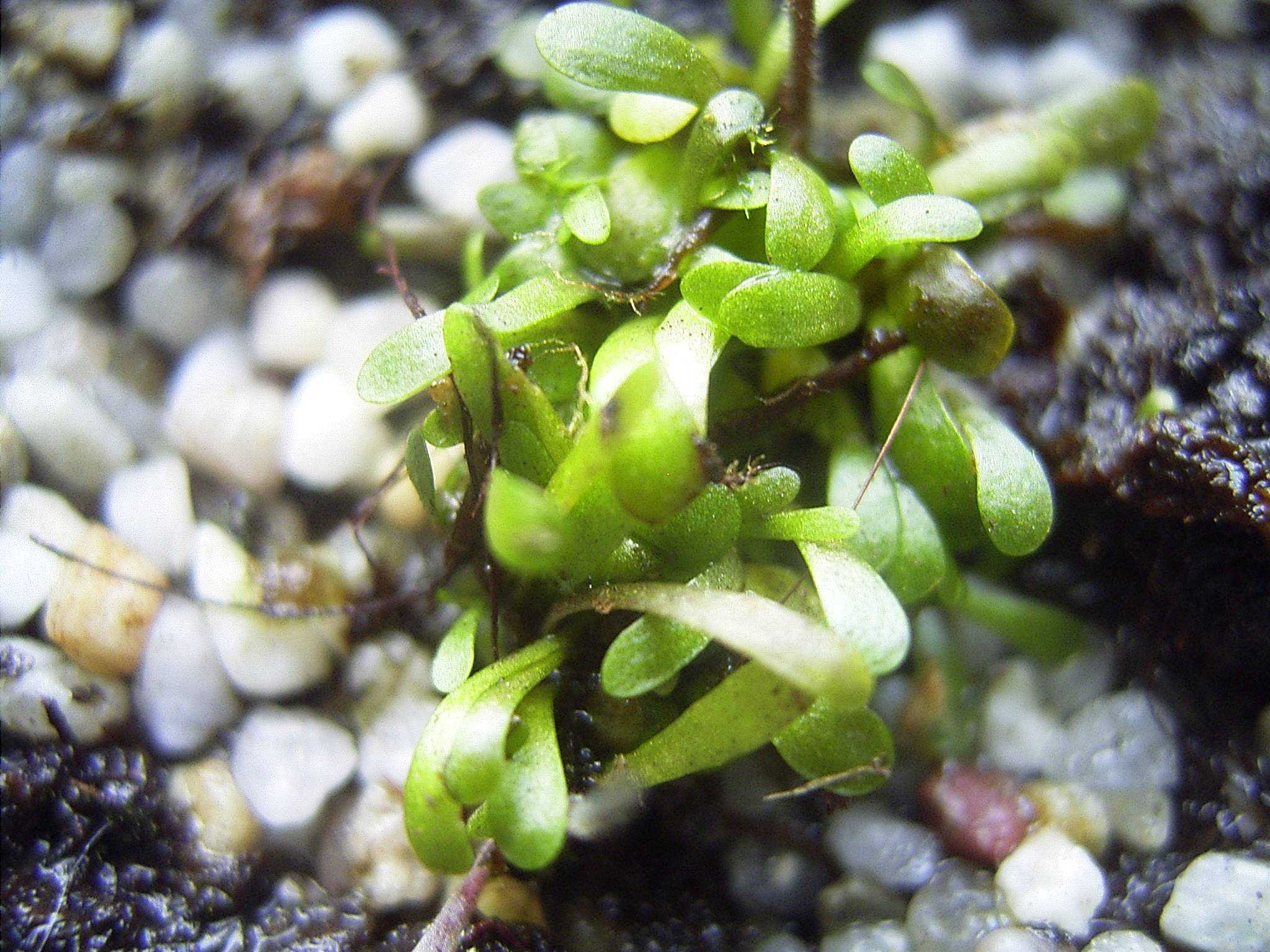
Genlisea repens
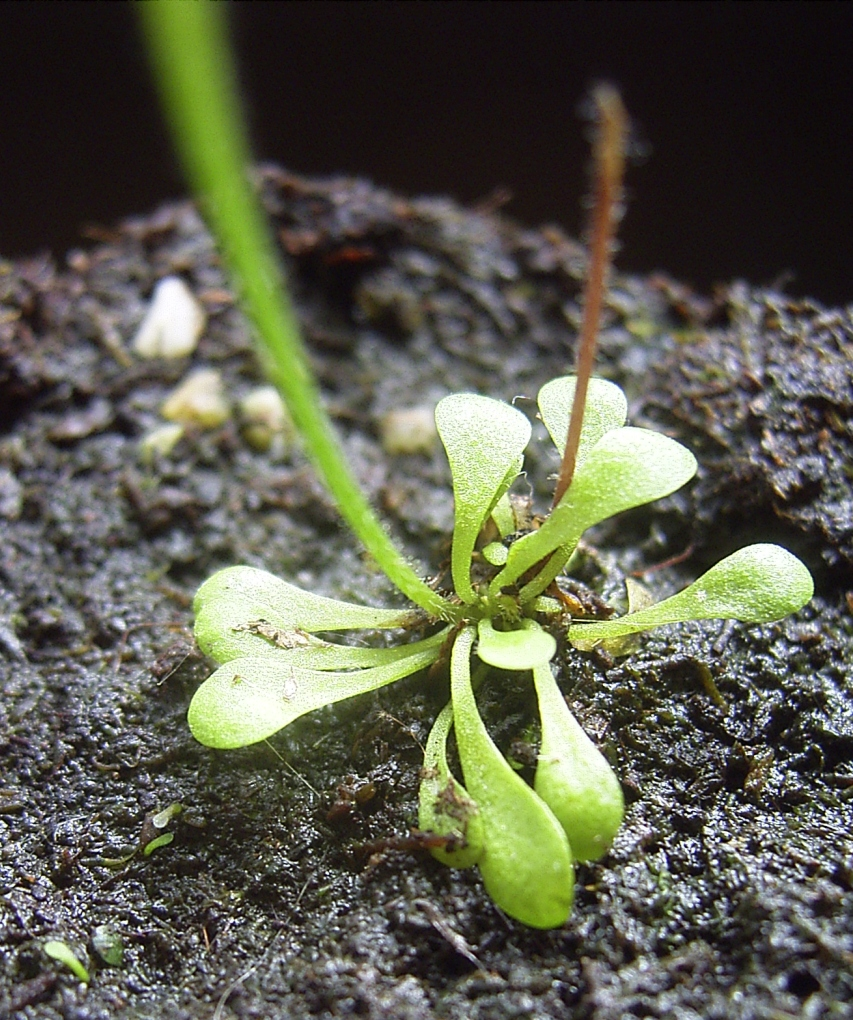
Genlisea lobata